# Zuidoost-Duits voetbalkampioenschap 1922/23
In 1922/23 werd het twaalfde voetbalkampioenschap gespeeld dat georganiseerd werd door de Zuidoost-Duitse voetbalbond. De Breslauer Sportfreunde werden kampioen en plaatsten zich voor de eindronde om de Duitse landstitel. De club verloor in de eerste ronde van SpVgg Fürth.

## Deelnemers aan de eindronde
| Club                              | Gekwalificeerd als          |
| --------------------------------- | --------------------------- |
| Vereinigte Breslauer Sportfreunde | Kampioen van Midden-Silezië |
| Cottbuser FV 1898                 | Kampioen van Neder-Lausitz  |
| ATV Liegnitz                      | Kampioen van Neder-Silezië  |
| ATV 1847 Görlitz                  | Kampioen van Opper-Lausitz  |
| Beuthener SuSV 09                 | Kampioen van Opper-Silezië  |

## Eindronde

### Groepsfase
| Plaats | Club                              | Wed. | W | G | V | Saldo | Ptn. |
| ------ | --------------------------------- | ---- | - | - | - | ----- | ---- |
| 1.     | Vereinigte Breslauer Sportfreunde | 4    | 3 | 0 | 1 | 23:7  | 6:2  |
| 2.     | Beuthener SuSV 09                 | 4    | 3 | 0 | 1 | 10:11 | 6:2  |
| 3.     | Cottbuser FV 1898                 | 4    | 2 | 1 | 1 | 13:7  | 5:3  |
| 4.     | ATV Liegnitz                      | 4    | 1 | 0 | 3 | 9:19  | 2:6  |
| 5.     | ATV 1847 Görlitz                  | 4    | 0 | 1 | 3 | 3:14  | 1:7  |

|  | Finale |

### Finale
|            |                                   |       |                   |        |
| 6 mei 1923 | Vereinigte Breslauer Sportfreunde | 2 - 0 | Beuthener SuSV 09 | Oppeln |
| 6 mei 1923 |                                   |       |                   | Oppeln |